# Donald L. Coburn
Donald L. Coburn (* 4. August 1938 in Baltimore, Maryland) ist ein US-amerikanischer Dramatiker, der 1978 für sein Theaterstück The Gin Game mit dem Pulitzer-Preis für Theater geehrt wurde.

## Leben
Nach dem Schulbesuch leistete Coburn zwischen 1958 und 1960 seinen Militärdienst in der US Air Force und gründete 1965 eine eigene Werbeagentur, die er bis 1968 betrieb. Nachdem er anschließend als Werbetexter bei der Stanford Advertising Company in Dallas beschäftigt war, arbeitete er von 1973 bis 1976 als Marketing-Berater.
Für sein 1977 uraufgeführtes Theaterstück The Gin Game (siehe Gin Rommé) erhielt er 1978 den Pulitzer-Preis für Theater und war darüber hinaus für den Tony Award für das beste Theaterstück nominiert. Das Stück wurde mehrfach als Fernsehfilm inszeniert und zwar 1981 von Terry Hughes mit Jessica Tandy als ‚Fonsia Dorsey‘ und Hume Cronyn als ‚Weller Martin‘, 1982 von Senne Rouffaer und Luc Segers unter dem Titel Kaarten op Tafel mit Helene van Herck und Luc Philips, 1983 von Tom Toelle unter dem Titel Gin Rommé mit Edda Seippel und Klaus Schwarzkopf sowie 2003 von Arvin Brown mit Mary Tyler Moore und Dick Van Dyke. In deutschsprachigen Theaterinszenierungen spielten unter anderem Maria Nicklisch und Annemarie Schradiek die Rolle der ‚Fonsia Dorsey‘ sowie Peter Lühr den ‚Weller Martin‘.

## Dramen
- The Confession
- 1977: The Gin Game